# Timothy O'Shannessey
Timothy Leo O'Shannessey (14 giugno 1972) è un ex pistard australiano.

## Palmarès

### Olimpiadi
- 1 medaglia:
  - 1 bronzo (Atlanta 1996 nell'inseguimento a squadre)

### Giochi del Commonwealth
- 2 medaglie:
  - 1 oro (Victoria 1994 nell'inseguimento a squadre)
  - 1 bronzo (Victoria 1994 nel km a cronometro)